# سامي الحساوي
سامي الحساوي (مواليد 31 يوليو 1992، لاعب كرة قدم عماني يجيد اللعب حارس مرمى.
لعب سابقاً مع نادي قطر ونادي السد ونادي أم صلال .
سامي هو ابن حارس المنتخب العماني السابق سبيت عوض الحساوي .

## روابط خارجية
- سامي الحساوي على موقع قاعدة بيانات كرة القدم.إي يو (الإنجليزية)
- سامي الحساوي على موقع Soccerway.com (الإنجليزية)